# Tallage
Tallage o talliage (del francés tailler, es decir, una parte cortada del todo) puede haber significado al principio cualquier impuesto, pero se convirtió en Inglaterra y Francia en un impuesto sobre el uso de la tierra o la tenencia de la tierra. Más tarde, en Inglaterra, se limitó aún más a las evaluaciones de la corona sobre ciudades, distritos y dominios reales. En efecto, el tallage era un impuesto territorial.

## Inglaterra
Impuestos sobre la tierra no eran desconocidos en Inglaterra, como los reyes anglosajones habían aplicado periódicamente un Danegeld sobre esa base, pero el tallage fue llevado a Inglaterra por los normandos como un deber feudal. La palabra apareció por primera vez en el reinado de Enrique II como sinónimo del auxilium burgi, que era un pago ocasional exigido por el rey y los barones. Bajo los hijos de Enrique, se convirtió en una fuente común de ingresos reales. Fue condenado en la Carta Magna de 1215, y su imposición prácticamente cesó en 1283 a favor de una subvención general otorgada en el parlamento. Hubo tres intentos más de imponer el tallage, y fue abolido formalmente en Inglaterra en 1340 bajo Eduardo III, cuando se requirió el consentimiento del parlamento para la imposición de cargos comunes.
Al igual que el scutage, el tallage fue reemplazado por varios impuestos a la propiedad y al comercio, y luego por el sistema de subsidios en el siglo XIV, que incluía impuestos de capitación. La última ocasión en la que se impuso el tallage en Inglaterra parece ser alrededor del año 1332.
El famoso estatuto 25 Eduardo I. (en algunas ediciones de los estatutos 34 Eduardo I.), De Tallagio non Concedendo, aunque está impreso entre los estatutos del reino, y fue citado como estatuto en el preámbulo de la Petición de derecho en 1628, y por los jueces en el caso de John Hampden en 1637, es probablemente un resumen imperfecto y desautorizado de la Confirmatio Cartarum. La primera sección establece que el rey y sus herederos no impondrán ni cobrarán ningún tallage de ayuda sin la voluntad y el consentimiento de los arzobispos, obispos y otros prelados, los condes, barones, caballeros, burgueses y otros hombres libres en el reino.
Tallagium facere era el término técnico para rendir cuentas en el erario público, las cuentas se llevaban por medio de cuentas o palos con muescas. Los cajeros (una corrupción de contadores) del tesoro fueron en un tiempo importantes funcionarios financieros. El sistema de llevar las cuentas nacionales por recuentos fue abolido por 23 Geo. III. C. 82 y la oficina de cajero por 57 Geo. II. C. 84 .

### Tallage y los judíos
El impuesto se aplicaba con frecuencia a los judíos ingleses durante los siglos XII y XIII. Un tallage de £ 60,000, conocido como el "Tallage de Saladino ", se recaudó en Guildford en 1189, siendo el objeto aparente la preparación para la Tercera Cruzada. Se informó que Juan pudo haber impuesto un Tallage a los judíos en 1210 por un monto de 60,000 marcos (£ 40,000). Asimismo, existen registros de tallages bajo Enrique III de 4.000 marcos (1225) y 5.000 marcos (1270). Eduardo I realizó importantes tallas en el segundo, tercer y cuarto año (£ 1,000) y en el quinto año (25,000 marcos) de su reinado. Estos impuestos se sumaban a las diversas reclamaciones que se hacían a los judíos en busca de ayuda, tutela, matrimonio, multas, procedimientos judiciales, deudas, licencias, transacciones, etc. y que los judíos pagaban al erario inglés, como otros súbditos ingleses. Se ha afirmado que después de su expulsión de Inglaterra en 1290, la pérdida de los ingresos de los judíos fue una de las principales razones por las que Eduardo I se vio obligado a renunciar a su derecho de tallage sobre los ingleses.

## Francia
El tallage duró mucho más en Francia, donde era un impuesto real y uno de propietarios con inquilinos. Llegó a llamarse 'taille' y se usó mucho durante la Guerra de los Cien Años. No fue abolido en Francia hasta la Revolución Francesa.

## Alemania
El tallage nunca se desarrolló significativamente en los estados alemanes. Seguía siendo un pequeño impuesto adeudado a un señor feudal en lugar de otros deberes feudales, desapareciendo junto con otros deberes feudales.